# L'Expulsion des Bonacolsi
L'Expulsion des Bonacolsi ou L'Expulsion des Bonacossi est un tableau peint par Domenico Morone en 1494. Il est conservé au palais ducal de Mantoue.
Ce tableau fut commandé par François Gonzague pour célébrer l'installation de sa famille à Mantoue.
À l'origine il fut peut être destiné à une résidence de campagne du marquis, mais dès le début du XVIe siècle, il fut placé dans le Palazzo San Sebastiano de Mantoue.
Il représente un événement historique, la chute de la famille Bonacossi, le 14 août 1328, qui régnait sur la ville de Mantoue depuis 1274, lorsque Louis Gonzague tua Passerino Bonacolsi pour prendre sa place de capitaine de la ville.
Il est peint sur un large support de plus de trois mètres. C'est une huile sur bois qui représente une vue détaillée de la place située devant le palais des Gonzague et qui montre l'entrée des troupes par la porte Mulina, la bataille et le meurtre de Passerino Bonacolsi.